# Луэ (река)
Луэ (нем. Luhe) — река в Германии, протекает по земле Нижняя Саксония. Длина реки — 58,21 км. Река начинается на Люненбургской пустоши вблизи Шнефердингена, течёт сначала на восток до Амелингхаузена, затем поворачивает на север. Речная долина сложена песками, ниже Винзена также присутствуют илистые наносы. Впадает в Ильменау на территории заповедника «Ilmenau-Luhe-Niederung». Скорость течения воды в низовьях — 0,7 м/с.
Основные притоки — реки Брунау (длина — 20,39 км), Лопау (12,74 км), Нордбах, Аубах (14,75 км).

## Флора
Преобладающая виды водной растительности реки и её притоков — Myriophyllum alternifolium, Fontinalis antipyretica, ежеголовник всплывающий, берула прямая, ряска малая, элодея канадская и Callitriche obtusangula (два последних вида доминируют в низовьях). Количество видов водных растений в верховьях равно 10, в низовьях — удваивается.

## История
В долине реки расположены замок Винсен, Содерсторфский и Ольдендорфский некрополи.
В середине XIX века в долине реки были проведены мелиоративные работы, понизившие уровень грунтовых вод и увеличившие скорость течения реки.
До 1992 года в верховьях реки существовал танковый полигон.